# Arnaldo Moraes
Arnaldo Moraes Filho (Alenquer, 12 de fevereiro de 1924) é um bacharel em direito e político brasileiro. Exerceu o mandato de deputado federal constituinte em 1988. Arnaldo Pereira de Morais e Flávia Proença de Morais foram os pais dele. 
Formação pessoal e acadêmica:
Arnaldo Moraes Filho começou a estudar na Faculdade de Direito da Universidade do Pará, em 1942, concluindo os estudos no ano de 1946. Foi casado com Doralice Rodrigues de Morais e teve três filhos. 
Vida Pública:
Secretário do Interior e Justiça. Este foi o cargo que Arnaldo Moraes Filho recebeu de presente do governador Joaquim de Magalhães Cardoso Barata que, um ano depois, faleceu e deixou a função para o vice-governador Luís Geolás de Moura Carvalho. A nova gestão elevou o político paraense ao Secretariado de Segurança Pública do estado, até 1961. O governador seguinte, Aurélio Carmo, nomeou Arnaldo como Secretário de Governo. 
Em 1962, o político concorreu e venceu as eleições pelo Partido Social Democrático (PSD) para a Assembleia Legislativa do Pará, como deputado estadual. Na época, o movimento conhecido como Ditadura Militar depôs o então presidente João Goulart (1961-1964) e editou atos institucionais (AIs), a fim de cassar os opositores ao regime. O momento fez com que Arnaldo Moraes Filho deixasse o Partido Social Democrático (PSD) e se filiasse ao Partido do Movimento Democrático Brasileiro (PMDB), hoje Movimento Democrático Brasileiro (MDB).
Pelo Partido do Movimento Democrático Brasileiro (PMDB), inclusive, o político se reelegeu deputado estadual e atravessou o período da reformulação partidária promovida pela Lei Orgânica dos Partidos e se tornou presidente da seção paraense da Ordem dos Advogados do Brasil (OAB) por dois anos.
Em 1983, Arnaldo Moraes Filho  abdicou a função de presidente da Ordem dos Advogados do Brasil (OAB) para assumir a pasta da Secretaria de Governo do então governador Jáder Barbalho. No ano de 1985, no entanto, substituiu Domingos Juvenil na Câmara dos Deputados, devido à licença para a Casa Civil do Pará. Nesta mesma época, foi membro titular da Comissão de Transportes e suplente da Comissão de Finanças, até 1986.
O deputado atuou na Assembleia Nacional Constituinte (ANC), em 1987, e dirigiu a Subcomissão do Sistema Eleitoral e Partidos Políticos, da Comissão da Organização Eleitoral, Partidária e Garantia das Instituições e suplente da Subcomissão dos Direitos Políticos, dos Direitos Coletivos e Garantias, da Comissão da Soberania e dos Direitos e Garantias do Homem e da Mulher. Esteve favorável ao rompimento das relações diplomáticas com países de orientação política racista, da nacionalização do subsolo, do mandado de segurança coletivo, da criminalização do aborto, da soberania popular, do voto aos 16 anos, do presidencialismo, da limitação dos juros reais em 12% ao ano, da proibição do comércio de sangue, da criação de um fundo de apoio à reforma agrária, da proteção ao emprego contra despedida sem justa causa, da remuneração 50% superior para o trabalho extra e da legalização do jogo do bicho.
Ainda durante as votações da Constituinte, o deputado foi contrário à jornada de trabalho de 40 horas, à estatização do sistema financeiro, à limitação dos encargos da dívida externa, ao direito de greve irrestrito, à desapropriação da propriedade produtiva, ao turno ininterrupto de seis horas e à pena de morte.
 

Em outubro de 1990 perdeu a disputa pela reeleição dentro do PMDB. Afastado da vida pública, passou desde então a trabalhar em seu escritório de advocacia.